# Delhijski sultanat
Delhijski sultanat (perz. دهلی سلطان, urd. دہلی سلطنت‎) bilo je islamsko carstvo s prijestolnicom u Delhiju, koje se protezalo preko velikog dijela Indijskog potkontinenta tijekom 320 godina (1206. – 1526.). Pokrivao je dijelove današnje Indije, Bangladeša, Pakistana i Nepala.
Pet dinastija vladalo je Delhijskim sultanatom jedna za drugom: Mamlučka dinastija (1206. – 1290.), Haldžiska dinastija (1290. – 1320.), Tuglak dinastija (1320. – 1414.), Sajidska dinastija (1414. – 1451.), i Lodijska dinastija (1451. – 1526.). Sultanat je poznat po tome što je bio jedan od rijetkih sila, koje su odbijale napade Mongola (iz Čagatajskog Kanata), što je prouzrokovalo pad budizma u Istočnoj Indiji i Bengalu, i ustoličenje jedne od nekoliko ženskih vladara u islamskoj povijesti, Razije Sultane, koja je vladala od 1236. do 1240. godine.
Qutb al-Din Aibak, nekadašnji turkijski mamlučki rob Muhameda Gorija, bio je prvi sultan Delhija, a njegova Mamlučka dinastija osvojila je velika područja sjeverne Indije. Nakon toga, Haldžiska dinastija također je zauzela veći dio središnje Indije, ali ove dinastije nisu uspjele pokoriti čitav Indijski potkontinent. Sultanat je dostigao vrhunac svog geografskog dosega za vrijeme Tuglak dinastije, zauzimajući veći dio Indijskog potkontinenta. Nakon toga je uslijedilo opadanje zbog hinduističkih osvajanja, uspostavljanja nezavisnosti država poput Vidžajanagarskog Carstva i Mevare, i novih muslimanskih sultanata, poput odvajanja Bengalskog sultanata.
Tijekom razdoblja Delhijskog sultanata, došlo je do sinteze indijske i islamske civilizacije i dalje integracije Indijskog potkontinenta s rastućim svjetskim sustavom i širim međunarodnim mrežama, koje se protežu u velikim dijelovima Afro-Euroazije, što je imalo značajan utjecaj na indijsku kulturu i društvo, kao i širi svijet. Vrijeme njihove vladavine obuhvaćalo je najranije oblike indo-islamske arhitekture, veću upotrebu mehaničkih tehnologija, povećanje stope rasta indijskog stanovništva i ekonomije i pojavu hindskoga/urdskog jezika. Delhijski sultanat je također bio zaslužan za odbijanje potencijalno razornih invazija Indije od Mongolskog Carstva u 13. i 14. stoljeću. Delhijski sultanat je bio odgovoran za veliko uništavanje i oskrvnjivanje hramova na Indijskom potkontinentu. Godine 1526. sultanat je osvojilo i naslijedilo Mogulsko Carstvo.